# Parabola (matematyka)

Przykład paraboli

Parabola (z gr. παραβολή od παρα obok, przy i βολή rzut) – krzywa będąca zbiorem punktów równoodległych od prostej zwanej kierownicą paraboli i punktu zwanego ogniskiem paraboli.
Parabola jest jedną z krzywych stożkowych.

## Własności
Parabola ma jedną oś symetrii – jest nią prosta prostopadła do kierownicy i przechodząca przez ognisko. Parabola nie ma środka symetrii. Punkt przecięcia paraboli z osią nazywa się wierzchołkiem paraboli. Odcinek łączący ognisko paraboli z danym punktem nazywa się promieniem wodzącym.
Prosta ma z parabolą najwyżej dwa punkty wspólne. Każda prosta równoległa do osi przecina parabole w jednym punkcie. Jeżeli ma jeden punkt wspólny i nie jest równoległa do osi, to jest styczna do tej paraboli.
Każde dwie parabole są figurami podobnymi.
Prosta równoległa do osi i przechodząca przez środek dowolnej cięciwy paraboli przecina parabolę w punkcie, w którym styczna do paraboli jest równoległa do tej cięciwy.
Tor lotu ciała poruszającego się bez oporu powietrza, ukośnie do linii sił jednorodnego pola grawitacyjnego jest parabolą. Po uwzględnieniu oporu powietrza otrzymuje się balistyczny tor lotu pocisku.
Styczna do paraboli w danym punkcie jest dwusieczną między promieniem wodzącym tego punktu i prostą przechodzącą przez ten punkt równoległą do osi.
Własność ta jest podstawą konstrukcji zwierciadła parabolicznego.
Lustra o przekroju paraboli (i symetrii obrotowej) nie posiadają wady aberracji sferycznej przy odbijaniu dostatecznie dalekich obiektów – promienie światła równoległe do osi symetrii lustra po odbiciu od lustra skupiają się w ognisku paraboli.

## Równania

### Współrzędne kartezjańskie

Właściwości odbijania promieni oraz ognisko (niebieskie) i kierownica (zielona)

W kartezjańskim układzie współrzędnych parabola z osią symetrii równoległą do osi {\displaystyle y,} wierzchołkiem o współrzędnych {\displaystyle (h,k),} ogniskiem {\displaystyle (h,k+p)} i kierownicą {\displaystyle y=k-p} opisana jest równaniem:
|  |  | {\displaystyle (x-h)^{2}=4p(y-k).} |  | (1) |

Analogicznie, parabola z poziomą osią symetrii:
|  |  | {\displaystyle (y-h)^{2}=4p(x-k).} |  | (2) |

Wykresem dowolnej funkcji kwadratowej
|  |  | {\displaystyle y=ax^{2}+bx+c} |  | (3) |

jest parabola z pionową osią symetrii, jest to przykład wielomianu stopnia drugiego. Analogiczna postać równania paraboli z poziomą osią symetrii:
|  |  | {\displaystyle x=ay^{2}+by+c.} |  | (4) |

Związek pomiędzy równaniami (1) i (3) oraz (2) i (4) jest dany przez:
{\displaystyle a={\frac {1}{4p}},}
{\displaystyle b=-{\frac {h}{2p}},}
{\displaystyle c={\frac {h^{2}}{4p}}+k.}
Parabola o równaniu {\displaystyle y=ax^{2}+bx+c} ma ognisko w punkcie {\displaystyle ({\tfrac {-b}{2a}},{\tfrac {-\Delta +1}{4a}}).}
Równanie parametryczne paraboli:
{\displaystyle {\begin{cases}x=2pt+h\\y=pt^{2}+k\end{cases}}.}

### Współrzędne biegunowe
We współrzędnych biegunowych parabola z ogniskiem w punkcie {\displaystyle (0,0)} i wierzchołkiem leżącym na ujemnej części osi {\displaystyle x} (będącej osią symetrii paraboli) opisana jest równaniem:
{\displaystyle r(1-\cos \theta )=\ell .}